# Blurred Lines
"Blurred Lines" là một bài hát của nghệ sĩ thu âm người Mỹ Robin Thicke hợp tác với rapper người Mỹ T.I. và ca sĩ người Mỹ Pharrell Williams nằm trong album phòng thu thứ sáu cùng tên của anh (2013). Nó được phát hành vào ngày 20 tháng 3 năm 2013 như là đĩa đơn đầu tiên trích từ album bởi Disruptor Records và Columbia Records. Bài hát được đồng viết lời bởi ba nghệ sĩ với phần sản xuất được đảm nhiệm bởi Williams, trong đó chịu nhiều ảnh hưởng từ bài hát năm 1977 của Marvin Gaye "Got to Give It Up". "Blurred Lines" đã trở thành chủ đề của một vụ tranh chấp pháp lý gay gắt với gia đình Gaye và Bridgeport Music về việc liệu bài hát có vi phạm bản quyền của "Got to Give It Up" hay không. Sau đó, Thicke và Williams đã nhận phán quyết về sự vi phạm bản quyền từ bổi thầm đoàn liên bang vào tháng 3 năm 2015, và Gaye đã được đề cập như là một trong những người đồng viết lời cho bài hát và nhận được tiền bản quyền vào tài sản cá nhân của ông. Đây là một bản disco và R&B mang nội dung đề cập đến việc một chàng trai đang cố gắng quyến rũ một cô gái, và biết rằng cô cũng mong muốn điều này. Một phiên bản phối lại của bài hát với sự tham gia góp giọng của J Balvin thay cho phần rap của T.I., cũng được phát hành.
Sau khi phát hành, "Blurred Lines" nhận được những phản ứng trái chiều từ các nhà phê bình âm nhạc, trong đó họ đánh giá cao giai điệu bắt tai cũng như quá trình sản xuất của nó, nhưng cũng vấp phải nhiều chỉ trích bởi nội dung lời bài hát được nhận xét là hạ thấp giá trị của phụ nữ và thúc đẩy văn hóa hiếp dâm. Tuy nhiên, bài hát đã gặt hái nhiều giải thưởng và đề cử tại những lễ trao giải lớn, bao gồm hai đề cử giải Grammy cho Thu âm của năm và Trình diễn song tấu hoặc nhóm nhạc pop xuất sắc nhất tại lễ trao giải thường niên lần thứ 56. "Blurred Lines" cũng tiếp nhận những thành công ngoài sức tưởng tượng về mặt thương mại với việc đứng đầu các bảng xếp hạng ở hơn 25 quốc gia, bao gồm nhiều thị trường lớn như Úc, Áo, Canada, Pháp, Đức, Ireland, Hà Lan, New Zealand, Tây Ban Nha, Thụy Sĩ và Vương quốc Anh, và lọt vào top 10 ở hầu hết những quốc gia nó xuất hiện. Tại Hoa Kỳ, bài hát đạt vị trí số một trên bảng xếp hạng Billboard Hot 100 trong 12 tuần liên tiếp, trở thành đĩa đơn quán quân đầu tiên của Thicke, thứ tư của T.I. và thứ ba của Williams, đồng thời phá vỡ kỷ lục về lượng khán giả nhiều nhất trên sóng phát thanh và đã tiêu thụ được hơn 7.5 triệu bản tại đây.
Video ca nhạc cho "Blurred Lines" được đạo diễn bởi Diane Martel, trong đó bao gồm những cảnh ba nghệ sĩ ca hát và đùa giỡn với những người mẫu đang nhảy múa theo bài hát. Nó đã vấp phải nhiều sự chỉ trích từ giới truyền thông và nhiều bộ phận công chúng bởi một số hình ảnh khoả thân của những người mẫu, và dẫn đến việc bị xóa khỏi YouTube trước khi được phục hồi với giới hạn về độ tuổi. Tuy nhiên, video đã nhận được ba đề cử tại giải Video âm nhạc của MTV năm 2013 ở hạng mục Video của năm, Video xuất sắc nhất của nam ca sĩ và Hợp tác xuất sắc nhất. Để quảng bá bài hát, Thicke đã trình diễn "Blurred Lines" trên nhiều chương trình truyền hình và lễ trao giải lớn, bao gồm The Ellen DeGeneres Show, The Voice, giải Video âm nhạc của MTV năm 2013 (trong một màn trình diễn gây tranh cãi với Miley Cyrus), giải Âm nhạc châu Âu của MTV năm 2013 và giải Grammy lần thứ 56. Được ghi nhận là bài hát trứ danh của Thicke, nó đã bán được hơn 14.8 triệu bản trên toàn cầu, trở thành đĩa đơn bán chạy nhất năm 2013 cũng như là một trong những đĩa đơn bán chạy nhất mọi thời đại. Ngoài ra, bài hát cũng được hát lại và nhại lại bởi một số nghệ sĩ, như "Weird Al" Yankovic, Jimmy Fallon, Jimmy Kimmel và dàn diễn viên của Glee.

## Danh sách bài hát
| - Tải kĩ thuật số 1. "Blurred Lines" (hợp tác với T.I. và Pharrell) – 4:22 - Đĩa đơn tại Anh quốc 1. "Blurred Lines" (hợp tác với T.I. và Pharrell) [bản sạch] – 4:22 2. "Blurred Lines" (hợp tác với T.I. và Pharrell) [Laidback Luke phối lại] – 4:39 - Đĩa đơn tại Đức 1. "Blurred Lines" (hợp tác với Pharrell) [bản không rap] – 3:50 2. "Blurred Lines" (hợp tác với T.I. và Pharrell) [Laidback Luke phối lại] – 4:40 3. "Blurred Lines" (hợp tác với T.I. và Pharrell) [video ca nhạc] – 4:33 4. "Blurred Lines" (hợp tác với T.I. và Pharrell) [video ca nhạc – bản sạch] – 4:33 | - EP phối lại 1. "Blurred Lines" (hợp tác với T.I. và Pharrell) [Laidback Luke phối lại] – 4:40 2. "Blurred Lines" (hợp tác với T.I. và Pharrell) [Will Sparks phối lại] – 5:08 3. "Blurred Lines" (hợp tác với T.I. và Pharrell) [DallasK phối lại] – 5:00 - EP nhạc số 1. "Blurred Lines" (hợp tác với T.I. và Pharrell) – 4:23 2. "Blurred Lines" (hợp tác với T.I. và Pharrell) [Laidback Luke phối lại] – 4:40 3. "When I Get You Alone" – 3:36 4. "Lost Without U" – 4:14 5. "Magic" – 3:53 6. "Sex Therapy" – 4:35 |

## Xếp hạng
| Bảng xếp hạng (2013-14)                         | Vị trí cao nhất |
| ----------------------------------------------- | --------------- |
| Úc (ARIA)                                       | 1               |
| Áo (Ö3 Austria Top 40)                          | 1               |
| Bỉ (Ultratop 50 Flanders)                       | 1               |
| Bỉ (Ultratop 50 Wallonia)                       | 2               |
| Brazil (Billboard Brasil Hot 100)               | 1               |
| Brazil Hot Pop Songs                            | 1               |
| Canada (Canadian Hot 100)                       | 1               |
| Colombia (National-Report) hợp tác với J Balvin | 7               |
| Cộng hòa Séc (Rádio Top 100)                    | 10              |
| Đan Mạch (Tracklisten)                          | 2               |
| Châu Âu Digital Song Sales (Billboard)          | 1               |
| Phần Lan (Suomen virallinen lista)              | 9               |
| Pháp (SNEP)                                     | 1               |
| Đức (Official German Charts)                    | 1               |
| Hy Lạp Nhạc số (Billboard)                      | 2               |
| Hungary (Rádiós Top 40)                         | 1               |
| Hungary (Single Top 40)                         | 2               |
| Hungary (Dance Top 40)                          | 2               |
| Ireland (IRMA)                                  | 1               |
| Israel (Media Forest)                           | 1               |
| Ý (FIMI)                                        | 2               |
| Nhật Bản (Japan Hot 100)                        | 22              |
| Luxembourg Digital Song Sales (Billboard)       | 1               |
| Mexico Top Anglo (Monitor Latino)               | 1               |
| Mexico Ingles Airplay (Billboard)               | 1               |
| Hà Lan (Dutch Top 40)                           | 1               |
| Hà Lan (Single Top 100)                         | 1               |
| New Zealand (Recorded Music NZ)                 | 1               |
| Na Uy (VG-lista)                                | 2               |
| Ba Lan (Polish Airplay Top 100)                 | 1               |
| Romania (Airplay 100)                           | 6               |
| Scotland (OCC)                                  | 1               |
| Slovakia (Rádio Top 100)                        | 2               |
| Slovenia (SloTop50)                             | 2               |
| Nam Phi (EMA)                                   | 1               |
| Tây Ban Nha (PROMUSICAE)                        | 1               |
| Thụy Điển (Sverigetopplistan)                   | 6               |
| Thụy Sĩ (Schweizer Hitparade)                   | 1               |
| Anh Quốc (OCC)                                  | 1               |
| Hoa Kỳ Billboard Hot 100                        | 1               |
| Hoa Kỳ Adult Contemporary (Billboard)           | 7               |
| Hoa Kỳ Adult Pop Airplay (Billboard)            | 1               |
| Hoa Kỳ Dance Club Songs (Billboard)             | 3               |
| Hoa Kỳ Hot R&B/Hip-Hop Songs (Billboard)        | 1               |
| Hoa Kỳ Pop Airplay (Billboard)                  | 1               |
| Hoa Kỳ Rhythmic (Billboard)                     | 1               |
| Venezuela Pop Rock General (Record Report)      | 1               |

| Bảng xếp hạng (2013)                     | Vị trí |
| ---------------------------------------- | ------ |
| Australia (ARIA)                         | 2      |
| Australia Urban (ARIA)                   | 1      |
| Austria (Ö3 Austria Top 40)              | 2      |
| Belgium (Ultratop 50 Flanders)           | 3      |
| Belgium (Ultratop 50 Wallonia)           | 6      |
| Canada (Canadian Hot 100)                | 1      |
| Colombia (National-Report)               | 39     |
| Denmark (Tracklisten)                    | 3      |
| Finland (Suomen virallinen lista)        | 15     |
| France (SNEP)                            | 2      |
| Germany (Official German Charts)         | 2      |
| Hungary (Rádiós Top 40)                  | 5      |
| Hungary (Dance Top 40)                   | 17     |
| Ireland (IRMA)                           | 1      |
| Israel (Media Forest)                    | 3      |
| Italy (FIMI)                             | 4      |
| Japan (Japan Hot 100)                    | 60     |
| Moldova (Media Forest)                   | 21     |
| Netherlands (Dutch Top 40)               | 1      |
| Netherlands (Mega Single Top 100)        | 2      |
| New Zealand (Recorded Music NZ)          | 1      |
| Slovenia (SloTop50)                      | 3      |
| South Korea (Gaon International Singles) | 84     |
| Spain (PROMUSICAE)                       | 4      |
| Sweden (Sverigetopplistan)               | 23     |
| Switzerland (Schweizer Hitparade)        | 2      |
| UK Singles (Official Charts Company)     | 1      |
| US Billboard Hot 100                     | 2      |
| US Adult Contemporary (Billboard)        | 23     |
| US Adult Top 40 (Billboard)              | 9      |
| US Dance Club Songs (Billboard)          | 45     |
| US Hot R&B/Hip-Hop Songs (Billboard)     | 2      |
| US Pop Songs (Billboard)                 | 1      |
| US Rhythmic (Billboard)                  | 1      |
| Worldwide (IFPI)                         | 1      |
| Bảng xếp hạng (2014)                     | Vị trí |
| Australia Urban (ARIA)                   | 27     |
| Canada (Canadian Hot 100)                | 76     |
| Hungary (Dance Top 40)                   | 29     |
| Israel (Media Forest)                    | 30     |
| Slovenia (SloTop50)                      | 16     |
| South Korea (Gaon International Singles) | 51     |
| US Billboard Hot 100                     | 83     |

| Bảng xếp hạng                        | Vị trí |
| ------------------------------------ | ------ |
| UK Singles (Official Charts Company) | 24     |
| US Billboard Hot 100                 | 51     |
| US Pop Songs (Billboard)             | 37     |

## Chứng nhận
| Quốc gia                                                                           | Chứng nhận   | Số đơn vị/doanh số chứng nhận                                                                            |
| ---------------------------------------------------------------------------------- | ------------ | --- |
| Úc (ARIA)                                                                          | 9× Bạch kim  | 630.000^                                                                                                 |
| Áo (IFPI Áo)                                                                       | Bạch kim     | 30.000*                                                                                                  |
| Bỉ (BEA)                                                                           | Bạch kim     | 30.000*                                                                                                  |
| Canada (Music Canada)                                                              | 9× Bạch kim  | 720.000BPP, biên tập (tháng 10 năm 2013). "Billboard Brasil Hot 100 Airplay". Billboard Brasil (45): 88. |
| Đan Mạch (IFPI Đan Mạch)                                                           | Bạch kim     | 60.000^                                                                                                  |
| Phần Lan (Musiikkituottajat)                                                       | —            | 18,590                                                                                                   |
| Pháp (SNEP)                                                                        | Kim cương    | 250.000BPP, biên tập (tháng 10 năm 2013). "Billboard Brasil Hot 100 Airplay". Billboard Brasil (45): 88. |
| Đức (BVMI)                                                                         | Kim cương    | 1.000.000‡                                                                                               |
| Ý (FIMI)                                                                           | 4× Bạch kim  | 200.000‡                                                                                                 |
| México (AMPROFON)                                                                  | 3× Bạch kim  | 180.000*                                                                                                 |
| Hà Lan (NVPI)                                                                      | Bạch kim     | 20.000^                                                                                                  |
| New Zealand (RMNZ)                                                                 | 5× Bạch kim  | 75.000*                                                                                                  |
| Na Uy (IFPI)                                                                       | 2× Bạch kim  | 20.000*                                                                                                  |
| Hàn Quốc (Gaon Chart)                                                              | —            | 365,419                                                                                                  |
| Tây Ban Nha (PROMUSICAE)                                                           | Vàng         | 20.000*                                                                                                  |
| Thụy Điển (GLF)                                                                    | 2× Bạch kim  | 40.000‡                                                                                                  |
| Thụy Sĩ (IFPI)                                                                     | 3× Bạch kim  | 90.000^                                                                                                  |
| Anh Quốc (BPI)                                                                     | 3× Bạch kim  | 1,951,619                                                                                                |
| Hoa Kỳ (RIAA)                                                                      | 10× Bạch kim | 10.000.000‡                                                                                              |
| Venezuela (APFV)                                                                   | 3× Bạch kim  | 30.000^                                                                                                  |
| Streaming                                                                          |              | |
| Đan Mạch (IFPI Đan Mạch)                                                           | 4× Bạch kim  | 7.200.000^                                                                                               |
| Tây Ban Nha (PROMUSICAE)                                                           | Bạch kim     | 8.000.000*                                                                                               |
| * Chứng nhận dựa theo doanh số tiêu thụ. ^ Chứng nhận dựa theo doanh số nhập hàng. |              | |